# Fattoush
Il fattoush o fattush (in arabo فتوش‎?, fattūš) è un'insalata tradizionale Libanese diffusa in tutto il Levante. È composta da verdure fresche tagliate grossolanamente, come pomodori, cetrioli, ravanelli e lattuga, e arricchita con pane pita tostato o fritto. Il condimento tipico include olio d'oliva, melassa di melograno, succo di limone e sommacco.

## Etimologia
La parola fattoush è una combinazione dei termini فت (fatt, ovvero "spezzato") e dal suffisso diminutivo turco ūş o aş.

## Storia
Stando a una leggenda, il fattoush nacque durante la guerra civile del 1840 sul Monte Libano, quando molti cristiani si rifugiarono nella città di Zahle, ove furono accolti dalle famiglie Dar Al-Skaf (دارة آل السكاف) e Al-Fattoush (آل فتوش). Benché gli ospitanti avessero offerto ad essi della carne e del pollame, i profughi preferirono astenersi dal consumo di quelle pietanze per rispettare le regole imposte dal digiuno quaresimale. Di conseguenza, i padroni di casa offrirono a loro delle insalate che iniziarono a mangiare con il pane. Un rifugiato, ridendo, asserì sarcasticamente "guarda Fattoush, i tuoi ospiti stanno mangiando un piatto nuovo, l'insalata con il pane!" Dopo aver sentito ciò, il patriarca Gregorio II disse ai suoi seguaci: "da oggi chiameremo questo piatto fattoush, e lo mangeremo quando saremo a digiuno".
Questi eventi coincisero con la fine del Ramadan (il mese del digiuno musulmano) dell'anno dell'Egira 1278, che corrisponde al 1862 d.C. Pertanto si presume che la popolazione di Zahle avrebbe ereditato l'usanza cristiana di consumare il fattoush durante i periodi di astinenza. Ancora oggi l'insalata di pane e verdure viene consumata dai cristiani e dai mussulmani rispettivamente durante la Quaresima e il Ramadan.
In Palestina, in passato, il piatto era anche conosciuto come Abu Mleih (أبو مليح).

## Caratteristiche e preparazione
Il fattoush è un'insalata a base di khubz (un pane basso del Medio Oriente) e verdure a cubetti. La presenza del pane secco rende il piatto parte delle pietanze conosciute come fatteh.
Per preparare l'insalata bisogna tagliare del khubz (per tradizione raffermo) a listarelle o quadratini da friggere con l'olio o cuocere nel forno. Solitamente, il fattoush contiene ravanelli, cetrioli, pomodori e lattuga (romana, iceberg, o rucola), peperoni verdi, cipollotti, o altre verdure a foglia commestibili e selvatiche (in arabo بقلي‎?, baqli) come la portulaca, il crescione, il prezzemolo riccio o italiano, o la menta. A volte, il fattoush viene condito con quantità molto ridotte di aglio tritato o schiacciato e crudo, succo di limone, che conferisce all'alimento maggiore acidità, o melassa di melograno, ingrediente comune dei Paesi del Medio Oriente.